# Astragalus douglasii
Astragalus douglasii är en ärtväxtart som först beskrevs av John Torrey och Asa Gray, och fick sitt nu gällande namn av Asa Gray. Astragalus douglasii ingår i släktet vedlar, och familjen ärtväxter.

## Underarter
Arten delas in i följande underarter:
- A. d. douglasii
- A. d. glaberrimus
- A. d. parishii
- A. d. perstrictus

## Bildgalleri

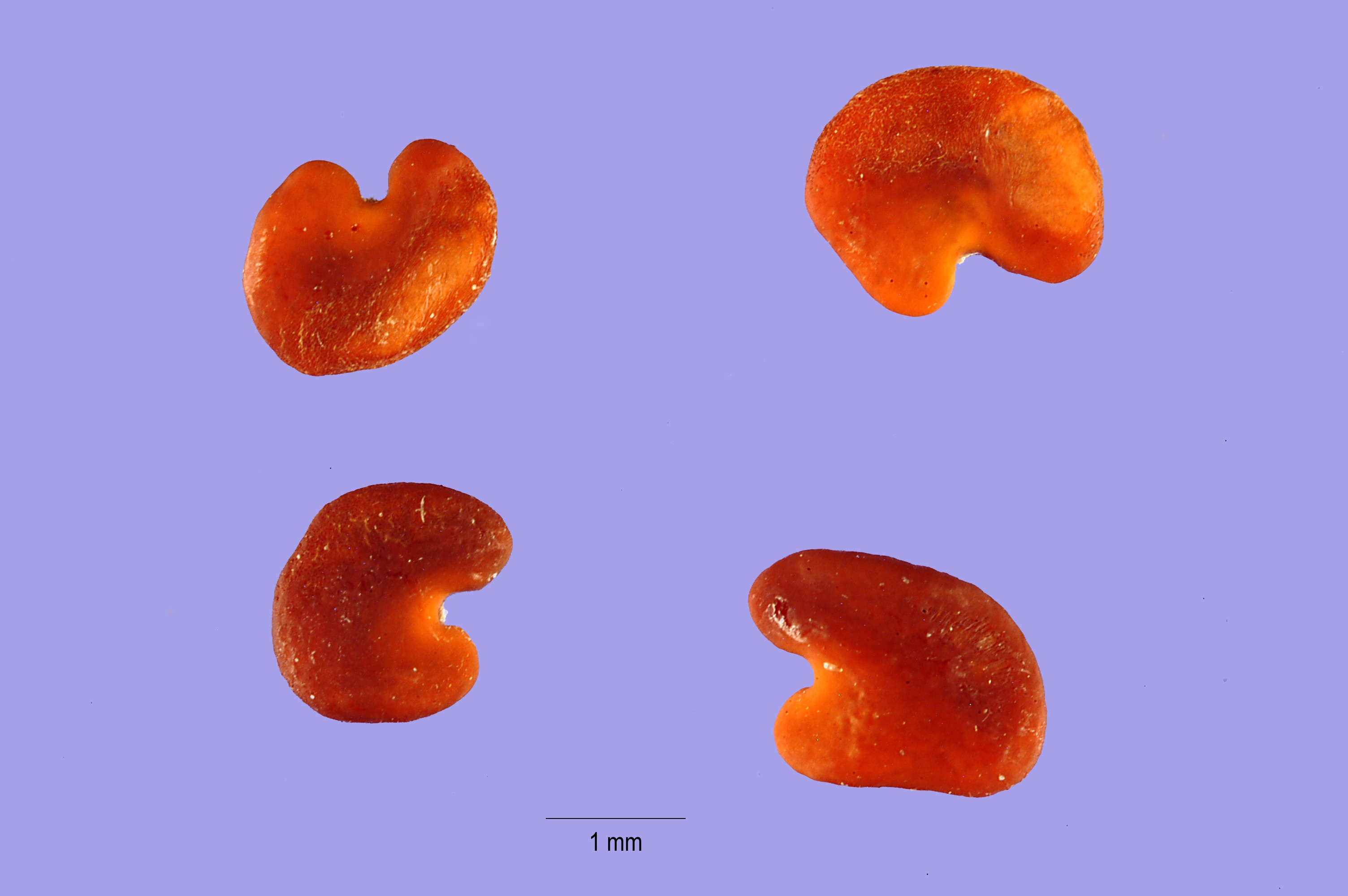